# A holnap hősei
A holnap hősei (Dodge City) 1939-ben bemutatott, Technicolor eljárással készült színes amerikai westernfilm Kertész Mihály rendezésében. 
Magyarországon 1939.  december 1-jén mutatták be.
A magyar származású hollywoodi filmrendező, Kertész Mihály (Michael Curtiz) klasszikus westernjében megtalálhatók a műfaj jellemző kellékei, izgalmas fordulatai. A legyőzhetetlen és hibátlan „jó ember” legyőzi a cselszövőket, a „rossz embereket”, igazságot tesz, és helyreáll a rend. A történet végén a főhős új feladatra Virginia City-be indul. 
Kertész Mihály következő westernfilmjének cselekménye valóban Virginia City-ben játszódik (Virginia City, 1940), nálunk Aranyváros címen mutatták be.

## Cselekménye
A történet elején Dodge ezredes a városba érkezik és megnyitja az új vasútvonalat, amely összeköti Dodge City-t a távolabbi vidékekkel. Néhány évvel később a határváros már a texasi állatszállítmányok központja, marhahajcsárok, telepesek, kalandorok találkozóhelye, ahol a pénz, a szerencsejáték és a gyilkolás uralkodik. Jeff Surrett és bandája tartja ellenőrzése alatt az életet. A kalandor „szalonjában" a játékasztalhoz ülőket kifosztják; aki tartózkodik a szerencsejátéktól és mulatozástól, annak nemcsak pénzét, hanem néha az életét is elveszik. A törvényt képviselő seriffet Surrett emberei eltüntetik a városból, hozzá már nem fordulhatnak segítségért. 
Dodge ezredes cowboy barátja, Wade Hatton korábban jelentős érdemeket szerzett a vasútvonal megépítésében. Most telepesek egy csoportjával és barátjával, Rustyval a városba tart. Köztük van a csinos Abbie Irving is, akinek duhajkodó fivérét Hatton önvédelemből lelövi, emiatt bontakozó bizalmas kapcsolata a lánnyal félbeszakad. Dodge City-be érve Hatton szembesül a városban uralkodó állapotokkal és hamarosan összeütközésbe kerül Jeff Surrettel, mert a Texasból idehajtott marhákat nem neki adja el, hanem egy olyan kereskedőnek, aki készpénzzel fizet. Surrett a kereskedőt egy Yancey nevű emberével megöleti. Hattont többen arra kérik – Abbie Irving és nagybátyja is –, hogy legyen az új seriff, de ő a kérést visszautasítja. Csak akkor gondolja meg magát, miután Surrett és emberei Harry Cole-t, a kisfiút véletlenül megölik.
Az új seriff és helyettese, Rusty felveszi a harcot a bűnözéssel. Szigorú törvényeket hoz és keményen betartatja azokat, de arra is gondja van, hogy az elfogott Yancey-t megvédje a lincselésre vágyók dühétől, hogy a gyilkost törvényes eljárással vonják felelősségre. Az akadályokat legyőzve végül megtisztítja Dodge Cityt a banditáktól és elnyeri Abbie Irving szerelmét. Dodge ezredes kérésére újabb feladatra indul: rendet kell tenni egy másik veszélyes városban, Virginia City-ben (Nevada) is. 

## Szereplők
- Errol Flynn – Wade Hatton
- Olivia de Havilland – Abbie Irving
- Bruce Cabot – Jeff Surrett
- Alan Hale, Sr. – Rusty
- Victor Jory – Yancy
- Ann Sheridan – Ruby Gilman
- Frank McHugh – Joe Clemens
- John Litel – Matt Cole
- Henry Travers – Dr. Irving
- Henry O'Neill – Dodge ezredes
- William Lundigan – Lee Irving
- Guinn 'Big Boy' Williams – Tex Baird
- Bobs Watson – Harry Cole
- Gloria Holden – Mrs. Cole
- Douglas Fowley – Munger
- Ward Bond – Bud Taylor
- Clem Bevans – Charley, borbély